# Schizaea pusilla
Schizaea pusilla là một loài dương xỉ trong họ Schizaeaceae. Loài này được Pursh mô tả khoa học đầu tiên năm 1814.

## Hình ảnh

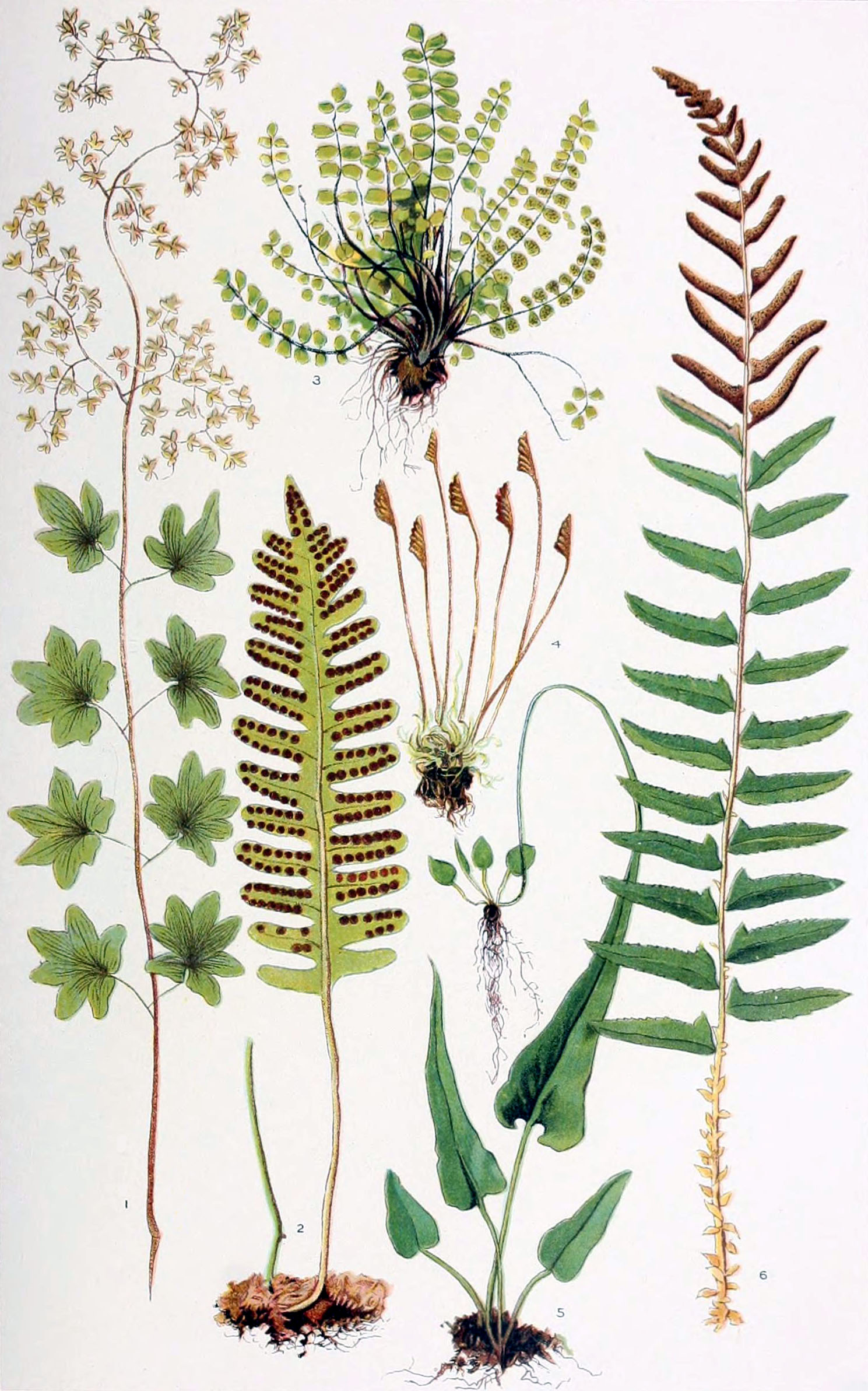
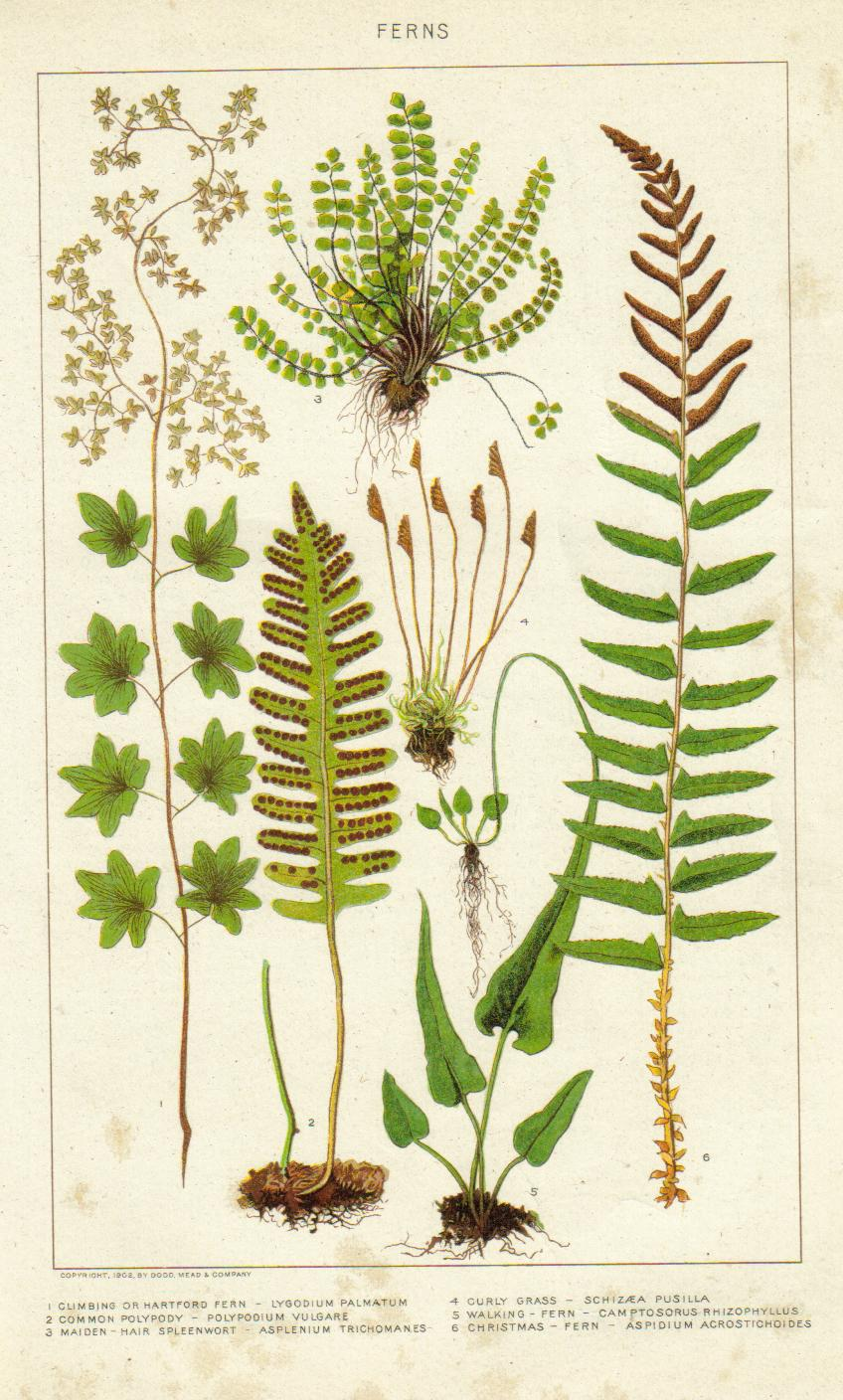
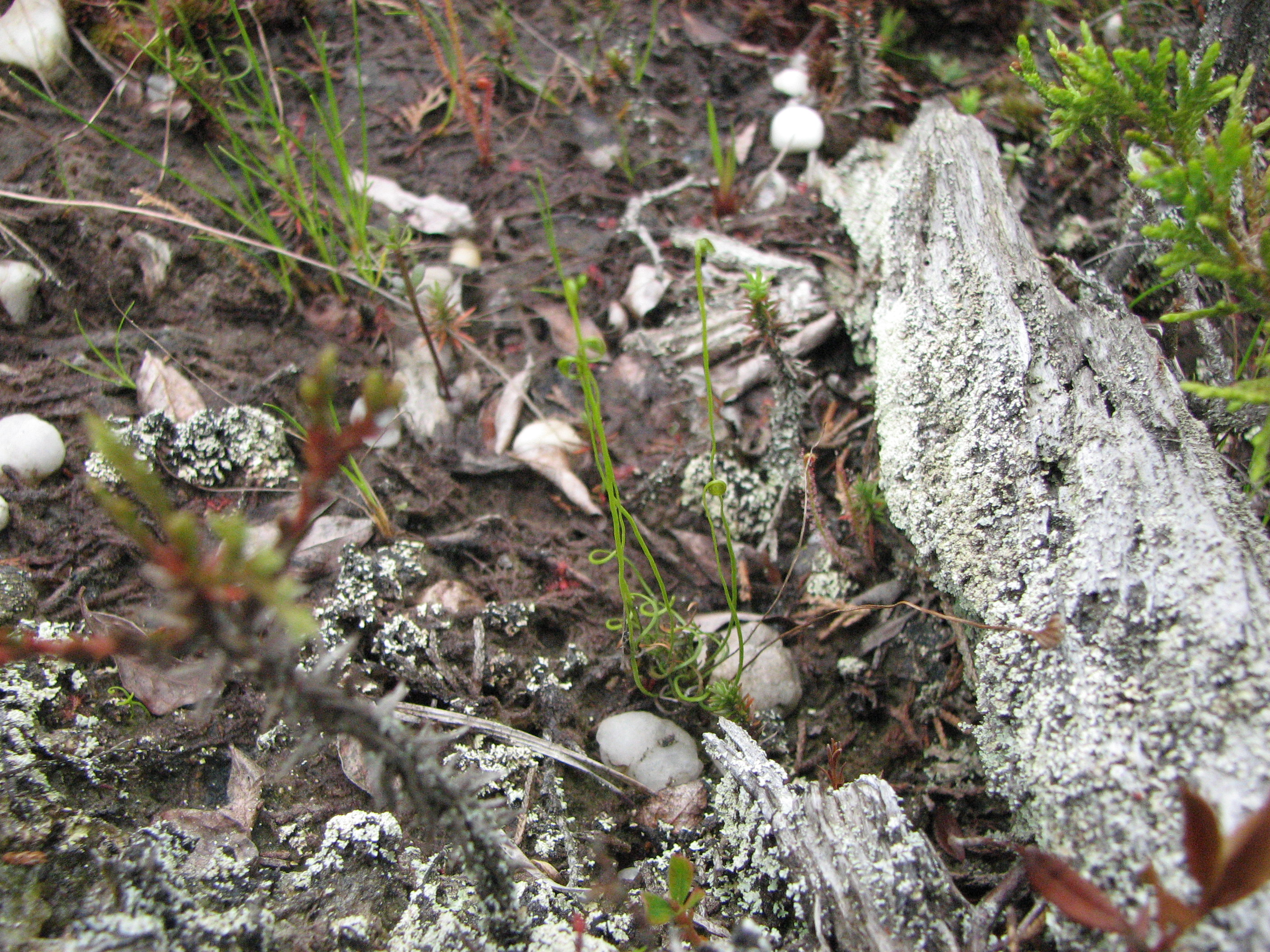